# Franz Boehm
Franz Boehm (Boleszyn, 3 ottobre 1880 – campo di concentramento di Dachau, 13 febbraio 1945) è stato un presbitero tedesco dell'arcidiocesi di Colonia, oppositore dell'ideologia nazionalsocialista e martire de la Chiesa cattolica.

## Biografia

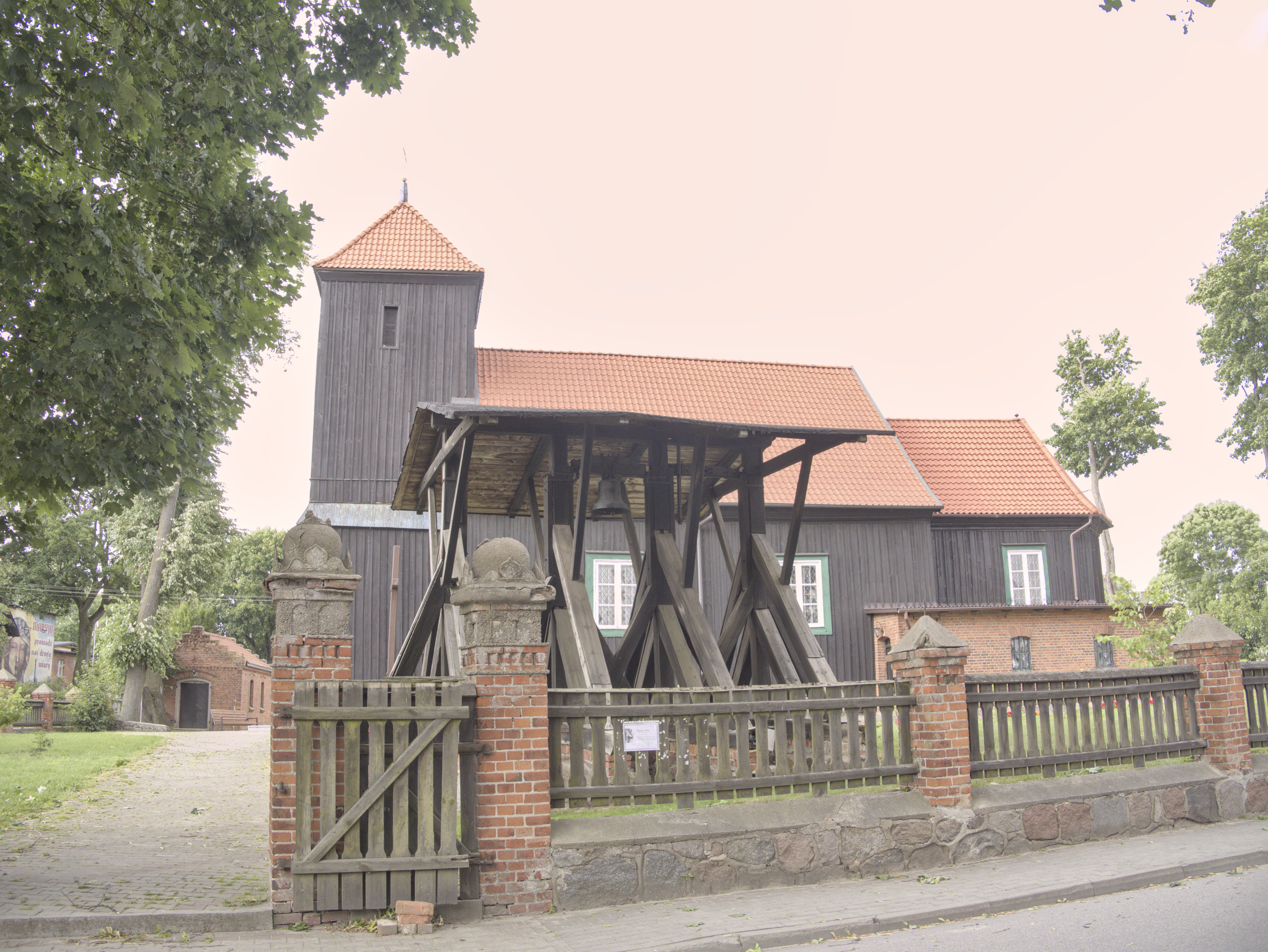
Chiesa di San Martino a Boleszyn

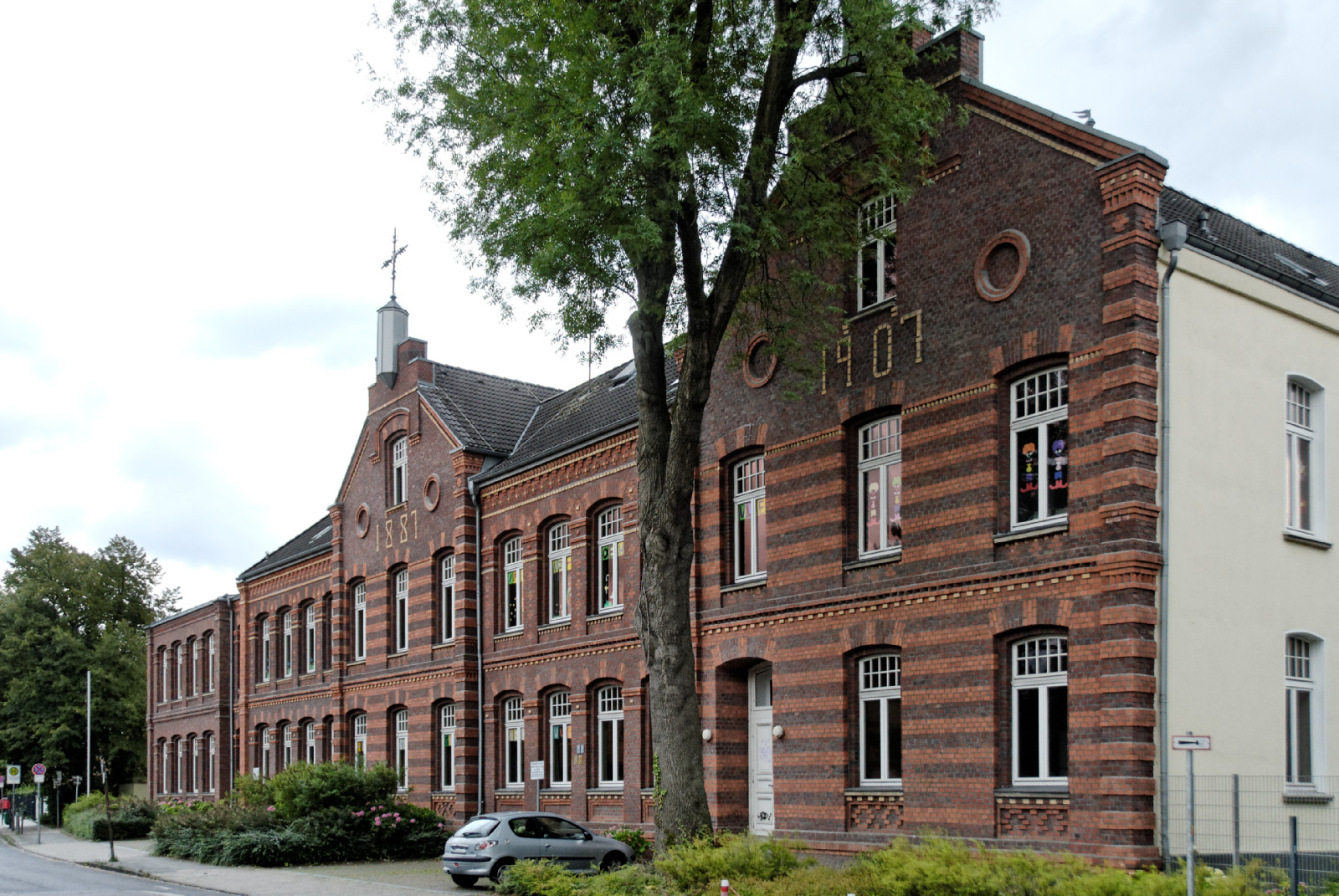
Scuola Franz Boehm (Düsseldorf)

### Formazione al parroco
Franz Boehm nacque nella Prussia Occidentale, che ora si trova nella regione del voivodato della Varmia-Masuria (Polonia). Proveniva da una famiglia di origine tedesco-polacca. I suoi genitori erano insegnanti durante il Kulturkampf sotto Bismarck, motivo per cui la famiglia fu trasferita, con ordinanza amministrativa, in Renania nel 1893. Boehm si era diplomato al liceo di Mönchengladbach. Dopo aver studiato filosofia e teologia a Bonn, fu ordinato sacerdote per l'arcidiocesi di Colonia nel 1906. Nelle sue tre stazioni di cappellano nella regione della Ruhr, era attivo anche nella pastorale polacca, poiché parlava polacco. Assunse il suo primo incarico come parroco nel 1917 a Santa Caterina a Düsseldorf. Nella sua parrocchia, fece una campagna legale per la conservazione di una scuola elementare cattolica che oggi porta il suo nome.

### L'opposizione al nazionalsocialismo
Nel 1923 divenne parroco a Sieglar. Si rese presto conto che aveva a che fare con le correnti politiche estreme dell'epoca, il comunismo e il nazionalsocialismo. Nel suo giornale ecclesiale e nei suoi sermoni dal pulpito non lasciava dubbi sul fatto che considerava queste due correnti politiche incompatibili con il cristianesimo. L'opposizione di Boehm al nazionalsocialismo divenne problematica dopo che i nazisti salirono al potere in Germania nel 1933. Sostenuta dal sindaco del Partito nazista di Sieglar, la Gestapo indagò ripetutamente su Boehm e impose numerose sanzioni. Nel 1934 ci furono procedimenti penali, che furono interrotti. La lista dei presunti mali conduttori di Boehm è tanto larga quanto assurda. “Suonare le campane per segnare il ritorno dei pellegrini da Roma e interrompere le celebrazioni del Primo Maggio nazionalsocialista” è stato, ad esempio, uno dei reati di cui è stato accusato il parroco. Sebbene il procedimento fosse stato ritirato, nel 1935 a Boehm fu proibito di impartire educazione religiosa. Allo stesso tempo, ricevette la sua prima espulsione dal distretto amministrativo di Colonia, revocata con un'amnistia nel 1936. La seconda e ultima espulsione seguì nel 1937. Boehm dovette lasciare Sieglar e aspettare che il Vicariato Generale gli assegnasse un nuovo incarico. Tuttavia, la politica dell'arcivescovo di proteggere il suo clero non permise a Boehm di ottenere direttamente un nuovo pastorato. Boehm era convinto nelle sue lettere di aver agito secondo il motto “state saldi in un solo spirito e che combattete unanimi per la fede del vangelo, senza lasciarvi intimidire in nulla dagli avversari” (Filippesi 1:27s.). In una lettera del 12 ottobre 1937 chiedeva quindi al Vicariato generale di “aver pietà delle pressioni fisiche e mentali” e di “assegnarlo al più presto ad un nuovo incarico”.

### La nuova parrocchia e il martirio
Nel 1938 Boehm assunse quindi un incarico di parroco a Monheim am Rhein. Nel suo lavoro sacerdotale continuò a resistere al regime nazista. Boehm lavorò principalmente con i giovani. Contrastò ripetutamente la crescente escalation con il versetto biblico: “Sono tutti cani muti, incapaci di abbaiare” (Isaia 56,10). Gli atti della Gestapo di 450 pagine mostrano che ricevette un avvertimento nel 1941 per aver adorato in polacco. Nel 1942 fu condannato a una multa di RM 3.000 per aver predicato su Cristo Re. Nel suo sermone del 25 ottobre, Boehm affermò che non c'erano regni millenari sulla terra, poiché c'era solo un regno che sarebbe durato così a lungo, vale a dire il regno di Gesù Cristo, che sarebbe durato per l'eternità. I nazisti lo consideravano una violazione della legge per la stabilizzazione delle forze armate. Normalmente, una tale accusa comportava la pena di morte. Ma i giudici ridussero l'accusa a una condanna per “commento nemico dello Stato”. Nella Pasqua del 1944 predicò contro l'industria cinematografica nazista, che portò al suo arresto. Il 5 giugno 1944, subito dopo una messa, mentre era ancora in chiesa, fu arrestato e condotto direttamente dalla Gestapo in una prigione a Wuppertal. In connessione con gli arresti intorno all'attentato a Hitler del 20 luglio 1944, Boehm fu trasferito nel blocco dei sacerdoti di un campo di concentramento. L'11 agosto 1944 fu portato a Dachau con un trasporto di una sola persona perché evidentemente era stato scambiato per l'avvocato ed economista di Mannheim Franz Böhm, che apparteneva ai Circoli di Friburgo della resistenza tedesca al nazismo. Anche una lettera del vescovo non potetti cambiare nulla della detenzione. Morì nel campo di concentramento il 13 febbraio 1945 a seguito di un malore causato dalla sua prigionia. Il corpo del parroco fu cremato dopo la sua morte violenta. Le ceneri venivano gettate in un fiume vicino o sparse su un campo.

## Commemorazione

### Memoriale nella diocesi di Toruń (Polonia)
C'è un memoriale nella chiesa di San Martino a Boleszyn, dove Franz Boehm fu battezzato il 31 ottobre 1880. Il vescovo Andrzej Wojciech Suski ha inaugurato un sacrario nella chiesa il 15 settembre 2015. Una targa ivi posta contiene la seguente dedica:
NATUS IN VILLA BOLESZYN DIE III MENSIS OCTOBRIS ANNO MDCCCLXXXY

BAPPTIZATUS IN TEMPLO ISTIUS VILLAE DIE XXXI MENSIS OCTOBRIS ANNO DOMINI MDCCCLXXXY

UNA CUM FAMILIA ANNO DOMINI MDCCXCIII REGIMINE PRUSSICO EXPULSUS EST.

CUM POLONIS INCOLIS VILLAE BOLESZYN FAVERET.

IN ORDINEM PRESBYTERATUS ORDINATUS EST

ET IN NUMERUM SACERDOTUM ARCHIDIOECESIS COLONIAE AGRIPPINIAE AGGREGATUS ANNO DOMINI MCMVI.

PAROCHI PAROCHIAE MONHEIM AM RHEIN MUNERE FUNGEBATUR.

DIE XIII MENSIS FEBRUARII ANNO DOMINI MCMXLV IN PUBLICAE CUSTODIAE CAMPO, QUI VOCATUR DACHAU,
 PALMAM MARTYRII ADEPTUS EST.»
(Parrocchia di San Martino a Boleszyn)

### Memoriali nell'arcidiocesi di Colonia (Germania)

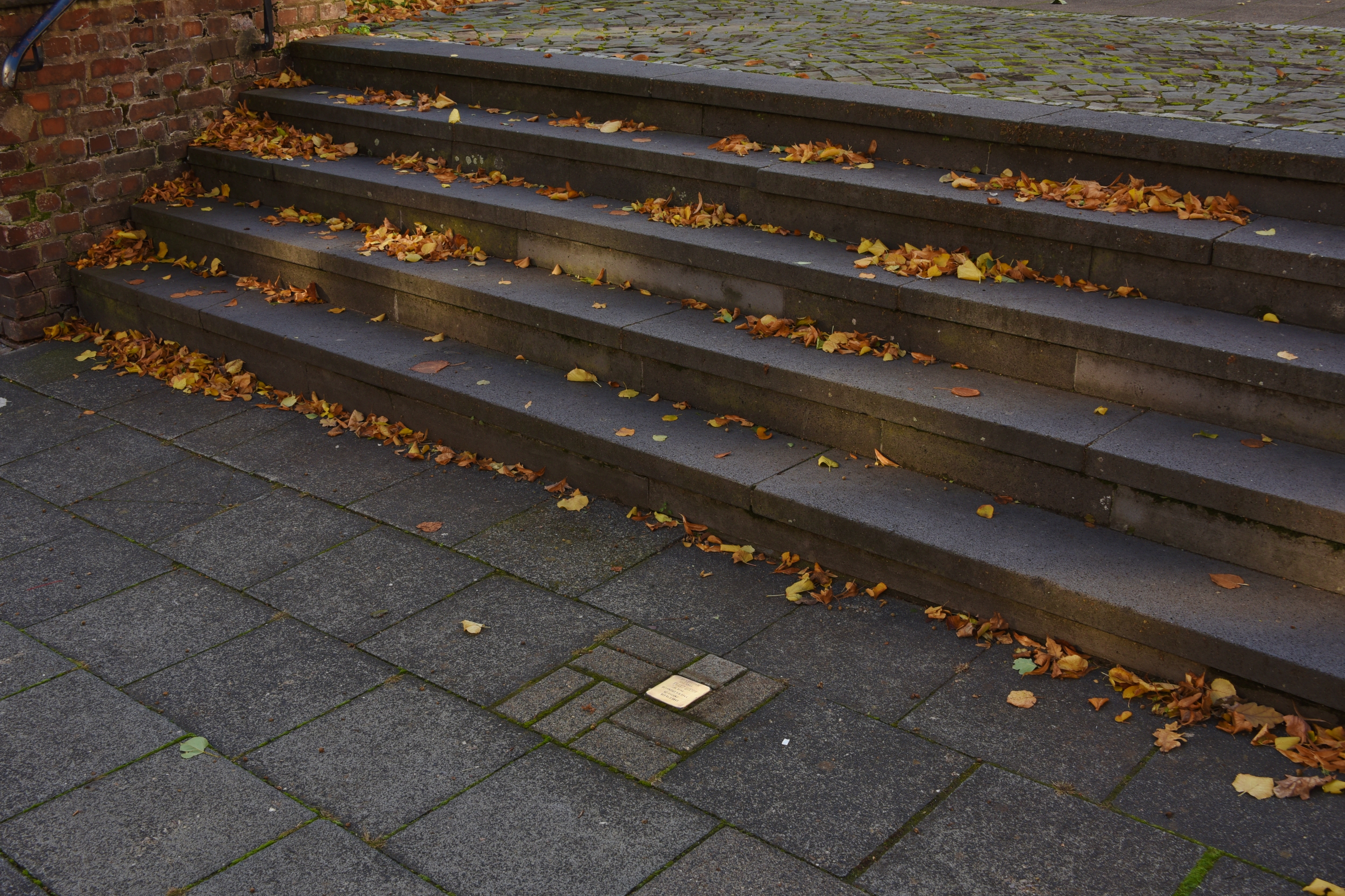
Stolperstein (pietra d'inciampo) per Franz Boehm a Monheim am Rhein

Franz Boehm è considerato uno dei parroci più coraggiosi della arcidiocesi di Colonia durante l'era nazionalsocialista. A Monheim am Rhein, in "Franz-Boehm-Strasse" davanti alla scalinata di San Gereone, una pietra d'inciampo commemora Boehm. Una pietra d'inciampo è stata posta anche davanti alla canonica di Santa Caterina a Düsseldorf il 25 ottobre 2008. A Düsseldorf, la scuola elementare cattolica di "Kamper Weg" è stata ribattezzata "Franz-Boehm-Schule" nel 2001. A Monheim e Sieglar, strade e centri parrocchiali prendono il nome da Franz Boehm. Nel 2020 è stato inaugurato a Monheim un luogo commemorativo in onore dell'indimenticato parroco.
Nel 1999, la Chiesa cattolica ha incluso il parroco Franz Boehm come testimone di fede nel martirologio tedesco del XX secolo. Nella mostra itinerante "Martiri dell'arcidiocesi di Colonia dall'era nazionalsocialista", che dal 1999 mostra l'opera educativa dell'arcidiocesi di Colonia in varie località, Franz Boehm ha una posizione di rilievo.

## Elevazione agli altari
Nel 2010, i cattolici della parrocchia di Monheim hanno presentato una petizione all'arcidiocesi di Colonia per avviare un processo di beatificazione per il loro parroco martire. In qualità di testimone contemporaneo, lo storico della filosofia Karl Bormann ha riferito in una conferenza sulla petizione che ciò che apprezzava di più di Boehm era che era "pronto ad aiutare, profondamente religioso, coscienzioso, severo e intransigente". Finora l'arcidiocesi di Colonia non ha preso una decisione su questa istanza per avviare il processo di beatificazione, cioè, la petizione è ancora pendente.